# Конфедерация революционных анархо-синдикалистов
Конфедерация революционных анархо-синдикалистов (КРАС, КРАС-МАТ) — российская секция Международной ассоциации трудящихся — анархо-синдикалистского интернационала. КРАС-МАТ ставит своей целью развитие анархистского профсоюзного движения, чтобы тем самым обеспечить возможность перехода от современного капиталистического общества к безгосударственному коммунистическому устройству.

## Краткая история КРАС—МАТ
Конфедерация революционных анархо-синдикалистов была образована на учредительном съезде 5 августа 1995 года, проходившем в Москве. Её создание стало результатом длительного поиска путей развития анархистского движения в России на рубеже 1980—1990-х годов на территории бывшего Советского Союза.
В ходе своего развития анархистское движение было оформлено в 1989—1991 годах в первую очередь в Конфедерации анархо-синдикалистов (КАС), которая, по мнению членов КРАС-МАТ, являлась реформистской, и к тому же по сути рыночно-ориентированной антикоммунистической организацией.

Конфедерация анархо-синдикалистов была организацией ориентированной на рыночную экономику, стремившейся именно к ней, и, к тому же, пацифистской, эволюционистской по сути, что, опять же не стыкуется с классическим представлением об анархо-синдикализме, как радикальной идее, исходящей из принципа пропаганды и использования методов «прямого действия» (забастовки, саботаж, перекрытия дорог и т. д.).
В связи с тем, что идеологические основы КАС устраивали далеко не всех участников организации, это привело сначала к выделению из состава КАС в 1990 году Ассоциации движений анархистов (АДА). Позднее, 5 марта 1991 года была создана Инициатива революционных анархистов (ИРеАн). Это была первая попытка создания анархо-коммунистического противовеса рыночно-ориентированной КАС. Впоследствии именно из ИРеАн и возникла Конфедерация революционных анархо-синдикалистов.
На Учредительном съезде КРАС-МАТ были приняты ряд резолюций, определявших её идеологическую направленность: «О положении в Восточной Европе и Северной Азии и о наших задачах», «О сопротивлении милитаризму», «О сопротивлении фашистской угрозе», «Об отношении к другим либертарным группам» и ряд других.
На проходившем в Гомеле (Республика Беларусь) 24—25 августа 1996 года втором съезде КРАС-МАТ было подтверждено выдвинутое ранее намерение КРАС-МАТ вступить в Международную ассоциацию трудящихся. Также были избраны делегаты на конгресс МАТ, который прошёл в декабре того же 1996 года.

Вступление в МАТ, принятое съездом анархо-синдикалистского Интернационала, было ратифицировано на третьем съезде КРАС-МАТ 29 августа 1997 года, проходившем во Львове (Украина).
В своей повседневной борьбе КРАС—МАТ делает основной упор на пропагандистскую деятельность. Организация выпускает газету и теоретический журнал, распространяет листовки, издаёт брошюры, проводит граффити-акции и расклейку стикеров.
В 1995 году активисты московской организации КРАС-МАТ оказывали активную поддержку и техническую помощь бастующим учителям подмосковья, забастовщикам завода «Ростсельмаш» (Ростов-на-Дону), стачке рабочих Ясногорского машиностроительного завода (ЯМЗ), ходом которого руководило общее собрание трудящихся (1999), забастовке иногородних строителей в Москве (1999) и др., пытаясь донести до них идеи анархо-синдикализма.

Активисты КРАС (российской секции М.А.Т.) оказывали всемерную помощь и поддержку бастовавшим рабочим ЯМЗ. Они приветствовали самоорганизованное выступление под руководством и контролем общего собрания как яркое проявление начал солидарности и самоуправления в борьбе, — основы, на которых в будущем может возникуть общество всеобщего самоуправления. Анархо-синдикалисты организовали международную кампанию солидарности с коллективом ЯМЗ; из разных стран приходили письма и телеграммы поддержки и материальная помощь. Была отпечатана листовка бастующих, а в марте на заводе при содействии КРАС был начат выпуск «Рабочего листка» ЯМЗ. Тем самым информационная блокада, установленная администрацией города против бастующих рабочих, была прервана.
Большую активность члены КРАС-МАТ проявляют в распространении антимилитаристкой пропаганды. Так, например, они участвовали в антивоенных акциях против чеченских войн, войны в Южной Осетии в августе 2008 года, и других антивоенных акциях.
В Байкальске члены КРАС-МАТ находились у истоков Межпрофессионального рабочего союза (организация была разгромлена под давлением властей).
25—26 июня 2004 года члены КРАС-МАТ приняли участие в съезде, проходившем на территории Ростовской области (под Азовом), на котором было принято решение о воссоздании Федерации революционных анархистов (ФРАн), существовавшей ранее (окончательно прекратила своё существование в 2007 году).
В 2007—2008 годах активисты КРАС-МАТ Москвы и Московской области принимали активное участие в акциях протеста против точечной застройки в Москве, помогали работе ряда инициативных групп. 16 сентября 2007 года совместно с активистами из Автономного действия и рядом независимых анархистов в Москве был организован пикет против точечной застройки, прошедший на Болотной площади.
Члены КРАС-МАТ принимают активное участие в демонстрациях, пикетах и других протестных акциях, пропагандируя опыт, методы и идеи анархо-синдикализма. С конца 2008 года активисты КРАС-МАТ активно участвуют (и проводят собственные) в акциях, направленных против роста цен.

Пикет в Москве 14.09.2009 возле стен украинского посольства в поддержку киевских анархистов, обвиняемых в «антиобщественном поведении», «презрении к духовным ценностям граждан» и хулиганстве

В результате постигших организацию внутренних проблем в начале 2000-х годов, к 2009 году в КРАС—МАТ осталась только московская организация, однако с конца 2008 года наметился выход из кризиса, стали приходить новые люди, появились новые сторонники КРАС-МАТ за пределами Московской области. Кроме того, в сентябре 2008 года из КРАС-МАТ была, по решению референдума, исключена группа МПСТ (Межпрофессиональный союз трудящихся), по обвинению в антисиндикалистской пропаганде и поддержке этноанархизма. При этом исключённые члены МПСТ не признали вынесенного решения и ссылаюсь на оргпринципы КРАС-МАТ доказывают, что их исключение было нелегитимным.
Также МПСТ отвергает обвинения в национализме и антисиндикализме, считая их клеветой. Разное истолкование инцидента связано с тем, что МПСТ, в отличие от КРАС, не считает подчеркивание ценности национальной идентичности проявлением национализма.
В 2009 году активистами КРАС-МАТ участвовали в общеанархистских протестных акциях, распространяли организационную печать. Осенью членами организации, совместно с другими анархистами были организованы и проведены пикеты в поддержку киевских анархистов, братьев Мовчан, которым грозит до пяти лет тюрьмы, и сербских анархо-синдикалистов из Анархо-синдикалистской инициативы (АСИ), которым грозит от трех до пятнадцати лет тюремного заключения по обвинению в терроризме. Кроме того активисты КРАС-МАТ принимали участие в акциях протеста против преследования профсоюзных активистов, анархо-антифашистских демонстрациях и других акциях протестного характера. В 2009 году, в день российского флага в ряде мест Москвы членами КРАС-МАТ были демонстративно вывешены красно-чёрные анархо-синдикалистские флаги. Кроме того члены Конфедерации оказывают посильную поддержку секциям МАТ в случае возникновения на то необходимости, проводят акции солидарности.
В соответствии с организационными принципами организации члены КРАС-МАТ проводят переговоры с рядом профсоюзных активистов в целях создания полноценного синдикалистского профсоюзного объединения, необходимость создания которого была подтверждена на IV-м съезде КРАС-МАТ.
В начале 2010 года членами КРАС-МАТ Москвы и Области была проведена серия акций против очередного повышения цен на транспорт. Активисты и сторонники Конфедерации в разных городах продолжали распространение печатной продукции КРАС-МАТ. В Москве была проведена серия пикетов, в частности в знак солидарности с украинскими анархо-синдикалистами из студенческого профсоюза «Прямое Действие».
Во время политических протестов в связи с выборами в России в 2011 и 2012 гг. КРАС-МАТ выступала за переход от «чисто» политической к социальной и социально-экономической проблематике. В 2010-х гг. члены КРАС-МАТ принимали участие в акциях протеста против политики «урезаний» и «оптимизации» в сферах образования, здравоохранения и т. д. В ходе протестов против пенсионной реформы в 2018 г. КРАС-МАТ пропагандировала лозунг всеобщей забастовки вплоть до отмены реформы.

## Идейные основы Конфедерации революционных анархо-синдикалистов
Согласно Оргпринципам, утверждённым учредительным съездом, целью К.Р.А.С. является общество вольного (анархистского) коммунизма, средством его достижения — революционный синдикализм, то есть массовое движение трудящихся, организованное на принципах анархизма. Своей первоначальной задачей К.Р.А.С. считает создание революционных и классово независимых профессиональных союзов, способных вести борьбу как за повседневные интересы людей труда, так и за социальную революцию. В будущем К.Р.А.С. намерена преобразоваться в конфедерацию таких союзов. К.Р.А.С. придерживается программных и организационных принципов анархо-синдикалистского Интернационала М.А.Т., членом которой она стала в 1996 г. Конфедерация отвергает любую государственническую, партийную, капиталистическую и «госсоциалистическую» идеологию и тактику и использует исключительно методы самоорганизации и прямого действия (то есть непосредственного отстаивания людьми своих собственных интересов).
В КРАС-МАТ не могут быть приняты лица, эксплуатирующие наёмный труд, и члены политических партий. В организации отсутствуют формальные руководители и оплачиваемые функционеры: все члены организации равны в своих правах и обязанностях.

К.Р.А.С. отвергает участие в выборах и органах власти и не участвует в борьбе за власть. Её «тройственная стратегия» заключается в поддержке и поощрении социального сопротивления против Системы, в ходе которого может произойти самоорганизация трудового народа, перерастающая в систему всеобщего общественного самоуправления.
КРАС-МАТ отказывается от участия в блоках и коалициях с любыми политическими партиями, однако готова взаимодействовать (и по мере возможности взаимодействует) с различными гражданскими, социальными, профсоюзными, экологическими и другими подобными инициативами и объединениями, которые ставят задачу защиты социально-экономических и общечеловеческих интересов трудящихся. Речь идет о взаимодействии в непосредственных протестных выступлениях, цели которых не противоречат идейным установкам КРАС-МАТ.

### Структура КРАС-МАТ
КРАС-МАТ строится по конфедеративному принципу; в неё входят как отдельные группы, так и индивидуальные члены, сохраняющие за собой «полную внутреннюю автономию в рамках общих программных и организационных принципов».

Решения К.Р.А.С. принимаются съездом, общим референдумом или путём опроса субъектов. По требованию любого из субъектов вопрос может быть вынесен на съезд. Решение съезда может быть оспорено только референдумом.
Кроме Москвы существуют также отдельные сторонники и члены в ряде других регионов страны.

Газета КРАС-МАТ «Прямое Действие»

## Издательская деятельность
Конфедерация революционных анархо-синдикалистов издает газету «Прямое действие» (с 1994 года, одно время выходила как теоретическое издание) и журнал «Либертарная мысль» (с конца 2008 года). Кроме того силами КРАС-МАТ был издан ряд брошюр: «Позитивная программа анархистов» Г. Хаджиева, «Что такое анархо-синдикализм?» П. Банса и Э. Дешана и ряд других.
Некоторый интерес к «левокоммунистическим» идеям в конце 1990-х годов способствовал в частности тому, что в 1999 году был издана книга операиста Карла-Хайнца Рота «Возвращение пролетариата» с приложением из нескольких сопутствующих статей.
С 2003 по 2008 годы активистами КРАС-МАТ издавалась газета «Черная Звезда». Кроме того, в течение нескольких лет, начиная с 1998 года издавался непериодический бюллетень «Новое рабочее движение».
Также в 2000-х годах члены КРАС-МАТ принимали участие в издании газеты инициативы учащихся и работников науки «Еретик».

## Съезды
- I (учредительный) съезд, 5 августа 1995 года (Москва, Россия)
- II съезд, 24—25 августа 1996 года (Гомель, Беларусь)
- III съезд, 29 августа 1997 года (Львов, Украина)

С 1998 по 2008 год съезды не проводились.
- IV съезд, 3—4 октября 2009 года (Москва, Россия)[20]
- V съезд, 25—26 сентября 2010 года (Москва, Россия)[30]

После 2010 года основные вопросы в организации решаются референдумом.

## Некоторые упоминания в печати
В СМИ:
- Тарасов А. Н. Из новейшей истории полицейской провокации в России. Статья вторая: «Краснодарское дело»
- Рублев Д. Российские анархисты. Сегодня, здесь, сейчас

В книгах:
- Бученков Д. Е. Анархисты в России в конце XX века. — М.: Книжный дом «ЛИБРОКОМ», 2009. ISBN 978-5-397-00516-6
- Тарасов А. Н., Черкасов Г. Ю., Шавшукова Т. В. Левые в России: от умеренных до экстремистов. — М.: Институт экспериментальной социологии, 1997 г. ISBN 5-87637-006-1
- Тарасов А. Н. Революция не всерьез. Штудии по теории и истории квазиреволюционных движений. — М.: Ультра. Культура, 2005 г. ISBN 5-9681-0067-2

На радио:
- Анархо-синдикализм в XXI веке: прошлое или будущее социального движения. Беседа с членами КРАС-МАТ на Радио «Автономного Действия» streetsunited.org